# Zenvo ST1
Zenvo ST1 — спортивне, задньопривідне купе, розроблене данською компанією Zenvo.

## Опис

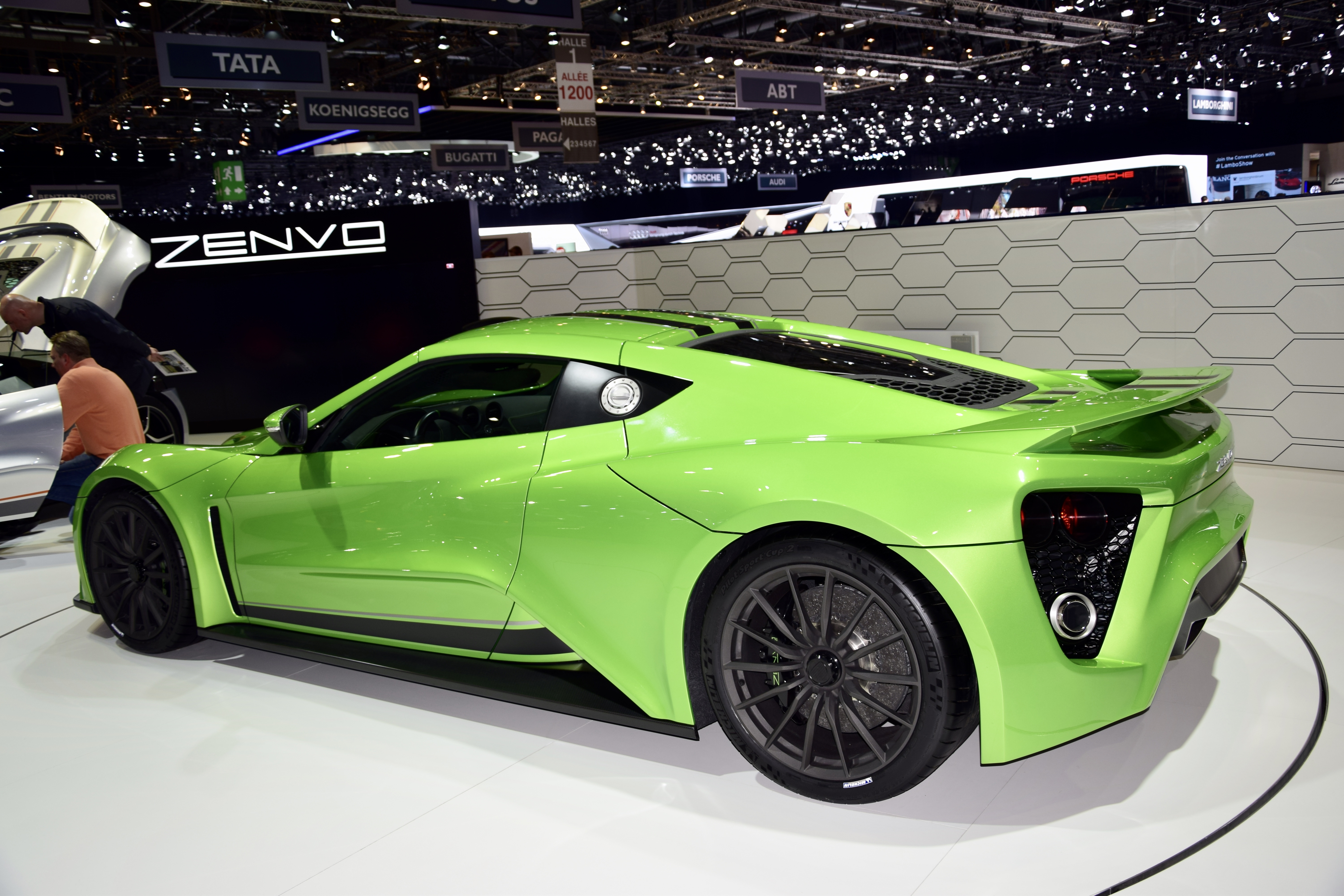
Zenvo ST1

Компанія Zenvo відкрилась у 2004 році, та випустила свій єдиний автомобіль у 2009 році, тиражем в 15 екземплярів (12 з них мають потужність в 1104 кінських сил і 1055 Нм крутного моменту. Пропонуються як і з 6-ступеневою механікою та 7-ступеневим автоматом. Привід авто - задній. Вартість суперкару складає $1.000 000. Автомобіль випускався з 2009 по 2010 рік.
У 2011 році, компанія допрацювала авто збільшивши його потужність на 46 к.с. і тепер складає 1250 сил та 1106 Нм крутного моменту, така версія носить назву Zenvo ST1 50S і була випущена в 3-екземплярах: білого, червоного та синього кольорів. Коробка передач лише 7-ступеневий автомат. Продає таке купе північноамериканський дилер Red Sea Distribution за $1.800 000. В комплект авто входять – швейцарський годинник Aspen Zenvo, який оцінюють в $49 тисяч.

## Технічні характеристики
| Zenvo ST1 (ST1 50S)        | Zenvo ST1 (ST1 50S) |
| -------------------------- | ------------------- |
| Прискорення 0-100 км/г     | 3,2 с. (3,0)        |
| Максимальна швидкість км/г | 375 (376)           |
| Потужність к.с/кВт         | 1104/823 (1250/932) |
| Крутний момент Нм.         | 1430 (1500)         |
| Об'єм                      | 7 л.                |
| Тип                        | V8 twincharged      |
| Компонування               | Середньо-моторне    |
| КПП                        | 6 ст. механічна     |
| Привід                     | Задній              |
| Вага                       | 1376 кг.            |
| Потужність/Вага            | 802 к.с/тонну (908) |
| Потужність/Літр            | 158 к.с/літр (179)  |
| Об'єм багажного відділення | 130 л.              |
| Об'єм паливного бака       | 69 л.               |

## Оновлена ST1
|                              |  |
| Ліворуч 2014 — Праворуч 2015 |  |

На Женевському автосалоні 2015 року, була представлена оновлена Zenvo ST1. Відрізняється авто новою 7-ступеневою коробкою автомат з одним зчепленням фірми CIMA, яка перемикає передачі за 35 мілісекунд. Були змінені деякі елементи екстер'єр а в салоні з'явився новий цифровий інформаційний щиток приладів, та була покращена мультимедійна система. Двигун не піддався модернізації.

## Zenvo ST1 в Top Gear
У 21 сезоні 3 серії, Джеремі Кларксон знімав епізод з суперкаром Zenvo ST1. Під час зйомок передачі, у автомобіля зламалося зчеплення та задній диск гальм а в задніх фарах збирався конденсат. Авто відправили в Данію на ремонт і через пару тижнів повернули на зйомки. Та в перший же день, зламався охолоджувальний вентилятор і автомобіль загорівся. Коли автомобіль відремонтували і в третє відправили на зйомки, Стіґ проїхав на ньому по мокрому колу за 1,29.9 с.